# Vuelta a España 2014
Vuelta a España 2014 fandt sted mellem 23. august og 14. september, og var udgave nummer 69 af løbet. Vuelta a España 2014 indeholdt 8 bjergetaper, 5 kuperede etaper, 5 flade etaper, 2 enkeltstarter og 1 Holdløb. Løbet indledtes med en Holdtidskørsel i Jerez de la Frontera, på den spanske sydkyst, og bevægede sig derefter modsat uret, gennem den syd-østlige og østlige del af Spanien og afsluttedes med en enkeltstart i Santiago de Compostela, hvor løbet for første gang i 21 år sluttede udenfor Madrid.

## Deltagende hold
På grund af at Vuelta a España er en del af UCI World Tour, var alle 18 UCI ProTour-hold automatisk inviteret og forpligtet til at sende et hold. Derudover inviterede løbsarrangøren Unipublic fire hold fra lavere rækker efter eget valg. Derfor stillede 22 hold til start med hver ni ryttere på holdet.
|                                                                                | 18 UCI WorldTour-hold                                                             | | 4 wildcards                                                    |
| ------------------------------------------------------------------------------ | --------------------------------------------------------------------------------- | --- | -------------------------------------------------------------- |
| - AG2R La Mondiale - Astana - Belkin - BMC Racing Team - Cannondale - Europcar | - FDJ.fr - Garmin-Sharp - Giant-Shimano - Katusha - Lampre-Merida - Lotto-Belisol | - Movistar Team - Omega Pharma-Quick Step - Orica-GreenEDGE - Tinkoff-Saxo - Team Sky - Trek Factory Racing | - Caja Rural-Seguros RGA - Cofidis - IAM Cycling - MTN Qhubeka |

## Etaper
| Etape | Dato          | Startby                              | Målby                             | Km       | Type       | Type        | Etapevinder                | Den røde trøje             |          |
| ----- | ------------- | ------------------------------------ | --------------------------------- | -------- | ---------- | ----------- | -------------------------- | -------------------------- | -------- |
| 1     | 23. august    | Jerez de la Frontera                 | Jerez de la Frontera              | 12,6     | Tempo      | Holdkørsel  | Team Movistar              | Jonathan Castroviejo (MOV) |          |
| 2     | 24. august    | Algeciras                            | San Fernando                      | 174,4    | Flad       | Flad        | Nacer Bouhanni (FDJ)       | Alejandro Valverde (MOV)   |          |
| 3     | 25. august    | Cádiz                                | Arcos de la Frontera              | 188      | Kuperet    | Kuperet     | Michael Matthews (OGE)     | Michael Matthews (OGE)     |          |
| 4     | 26. august    | Mairena del Alcor                    | Córdoba                           | 172,6    | Kuperet    | Kuperet     | John Degenkolb (GIA)       | Michael Matthews (OGE)     |          |
| 5     | 27. august    | Priego de Córdoba                    | Ronda                             | 182,3    | Flad       | Flad        | John Degenkolb (GIA)       | Michael Matthews (OGE)     |          |
| 6     | 28. august    | Benalmádena                          | La Zubia                          | 157,7    | Bjergetape | Bjergetape  | Alejandro Valverde (MOV)   | Alejandro Valverde (MOV)   |          |
| 7     | 29. august    | Alhendín                             | Alcaudete                         | 165,4    | Kuperet    | Kuperet     | Alessandro De Marchi (CAN) | Alejandro Valverde (MOV)   |          |
| 8     | 30. august    | Baeza                                | Albacete                          | 207,4    | Flad       | Flad        | Nacer Bouhanni (FDJ)       | Alejandro Valverde (MOV)   |          |
| 9     | 31. august    | Carboneras de Guadazaón              | Aramón Valdelinares               | 181      | Bjergetape | Bjergetape  | Winner Anacona (LAM)       | Nairo Quintana (MOV)       |          |
| H     | 1. september  | Hviledag                             | Hviledag                          | Hviledag | Hviledag   | Hviledag    | Hviledag                   | Hviledag                   | Hviledag |
| 10    | 2. september  | Monasterio de Santa María de Veruela | Borja                             | 34,5     | Tempo      | Enkeltstart | Tony Martin (OPQ)          | Alberto Contador (TCS)     |          |
| 11    | 3. september  | Pamplona                             | Santuario de San Miguel de Aralar | 151      | Bjergetape | Bjergetape  | Fabio Aru (AST)            | Alberto Contador (TCS)     |          |
| 12    | 4. september  | Logroño                              | Logroño                           | 168      | Flad       | Flad        | John Degenkolb (GIA)       | Alberto Contador (TCS)     |          |
| 13    | 5. september  | Belorado                             | Obregón, Parque de Cabárceno      | 182      | Kuperet    | Kuperet     | Daniel Navarro (COF)       | Alberto Contador (TCS)     |          |
| 14    | 6. september  | Santander                            | La Camperona, Valle de Sábero     | 199      | Bjergetape | Bjergetape  | Ryder Hesjedal (GRS)       | Alberto Contador (TCS)     |          |
| 15    | 7. september  | Oviedo                               | Lagos de Covadonga                | 149      | Bjergetape | Bjergetape  | Przemysław Niemiec (OPQ)   | Alberto Contador (TCS)     |          |
| 16    | 8. september  | San Martín del Rey Aurelio           | La Farrapona, Lago de Somiedo     | 158,8    | Bjergetape | Bjergetape  | Alberto Contador (TCS)     | Alberto Contador (TCS)     |          |
| H     | 9. september  | Hviledag                             | Hviledag                          | Hviledag | Hviledag   | Hviledag    | Hviledag                   | Hviledag                   | Hviledag |
| 17    | 10. september | Ortigueira                           | A Coruña                          | 174      | Flad       | Flad        | John Degenkolb (GIA)       | Alberto Contador (TCS)     |          |
| 18    | 11. september | A Estrada                            | Mont Castrove, Meis               | 173,5    | Bjergetape | Bjergetape  | Fabio Aru (AST)            | Alberto Contador (TCS)     |          |
| 19    | 12. september | Salvaterra de Miño                   | Cangas do Morrazo                 | 176,5    | Kuperet    | Kuperet     | Adam Hansen (LTB)          | Alberto Contador (TCS)     |          |
| 20    | 13. september | Santo Estevo de Ribas de Sil         | Puerto de Ancares                 | 163,8    | Bjergetape | Bjergetape  | Alberto Contador (TCS)     | Alberto Contador (TCS)     |          |
| 21    | 14. september | Santiago de Compostela               | Santiago de Compostela            | 10       | Tempo      | Enkeltstart | Adriano Malori (MOV)       | Alberto Contador (TCS)     |          |

## Resultater
Trøjerne dag for dag
| Etape             | Vinder               | Samlet               | Pointtrøjen      | Bjergtrøjen        | Kombinationstrøjen | Holdkonkurrencen        | Mest angrebsivrige rytter |
| ----------------- | -------------------- | -------------------- | ---------------- | ------------------ | ------------------ | ----------------------- | ------------------------- |
| 0 1. etape (TTT)  | Team Movistar        | Jonathan Castroviejo | Ingen uddeling   | Ingen uddeling     | Ingen uddeling     | Team Movistar           | Ingen uddeling            |
| 0 2. etape        | Nacer Bouhanni       | Alejandro Valverde   | Nacer Bouhanni   | Nathan Haas        | Valerio Conti      | Team Movistar           | Javier Aramendia          |
| 0 3. etape        | Michael Matthews     | Michael Matthews     | Nacer Bouhanni   | Luis Mas           | Luis Mas           | Belkin Pro Cycling Team | Luis Mas                  |
| 0 4. etape        | John Degenkolb       | Michael Matthews     | Michael Matthews | Luis Mas           | Valerio Conti      | Belkin Pro Cycling Team | Amets Txurruka            |
| 0 5. etape        | John Degenkolb       | Michael Matthews     | John Degenkolb   | Luis Mas           | Sergio Pardilla    | Belkin Pro Cycling Team | Pim Ligthart              |
| 0 6. etape        | Alejandro Valverde   | Alejandro Valverde   | John Degenkolb   | Luis Mas           | Alejandro Valverde | Belkin Pro Cycling Team | Pim Ligthart              |
| 0 7. etape        | Alessandro De Marchi | Alejandro Valverde   | John Degenkolb   | Luis Mas           | Alejandro Valverde | Belkin Pro Cycling Team | Ryder Hesjedal            |
| 0 8. etape        | Nacer Bouhanni       | Alejandro Valverde   | John Degenkolb   | Luis Mas           | Alejandro Valverde | Belkin Pro Cycling Team | Javier Aramendia          |
| 0 9. etape        | Winner Anacona       | Nairo Quintana       | John Degenkolb   | Luis Mas           | Alejandro Valverde | Movistar Team           | Luis Mas                  |
| 0 10. etape (ITT) | Tony Martin          | Alberto Contador     | John Degenkolb   | Luis Mas           | Alejandro Valverde | Movistar Team           | Tony Martin               |
| 0 11. etape       | Fabio Aru            | Alberto Contador     | John Degenkolb   | Luis Mas           | Alejandro Valverde | Movistar Team           | Vasil Kiryienka           |
| 0 12. etape       | John Degenkolb       | Alberto Contador     | John Degenkolb   | Luis Mas           | Alejandro Valverde | Movistar Team           | Matthias Krizek           |
| 0 13. etape       | Daniel Navarro       | Alberto Contador     | John Degenkolb   | Luis Mas           | Alejandro Valverde | Movistar Team           | Luis León Sánchez         |
| 0 14. etape       | Ryder Hesjedal       | Alberto Contador     | John Degenkolb   | Luis León Sánchez  | Alejandro Valverde | Movistar Team           | Luis León Sánchez         |
| 0 15. etape       | Przemysław Niemiec   | Alberto Contador     | John Degenkolb   | Alejandro Valverde | Alejandro Valverde | Team Katusha            | Javier Aramendia          |
| 0 16. etape       | Alberto Contador     | Alberto Contador     | John Degenkolb   | Luis León Sánchez  | Alejandro Valverde | Team Katusha            | Luis León Sánchez         |
| 0 17. etape       | John Degenkolb       | Alberto Contador     | John Degenkolb   | Luis León Sánchez  | Alejandro Valverde | Team Katusha            | Bob Jungels               |
| 0 18. etape       | Fabio Aru            | Alberto Contador     | John Degenkolb   | Luis León Sánchez  | Alberto Contador   | Team Katusha            | Luis León Sánchez         |
| 0 19. etape       | Adam Hansen          | Alberto Contador     | John Degenkolb   | Luis León Sánchez  | Alberto Contador   | Team Katusha            | Pim Ligthart              |
| 0 20. etape       | Alberto Contador     | Alberto Contador     | John Degenkolb   | Luis León Sánchez  | Alberto Contador   | Team Katusha            | Jerome Coppel             |
| 0 21. etape (ITT) | Adriano Malori       | Alberto Contador     | John Degenkolb   | Luis León Sánchez  | Alberto Contador   | Team Katusha            | Ingen uddeling            |
| Vinder            |                      | Alberto Contador     | John Degenkolb   | Luis León Sánchez  | Alberto Contador   | Team Katusha            | Chris Froome              |